# Palmanova
Palmanova (friul. Palme) – miejscowość i gmina we Włoszech, w regionie Friuli-Wenecja Julijska, w prowincji Udine.
Według danych na rok 2004 gminę zamieszkiwały 5344 osoby, 411,1 os./km².

## Historia
W 1521 roku Republika Wenecka podpisała Traktat w Wormacji z Austrią, kończąc długą i wyczerpującą wojnę, która kosztowała Wenecje fortecę Gradisca (1511). Traktat z Wormacji ustanowił dla Wenecji niekorzystne granice, którym dodatkowo zagrażali Turcy osmańscy najeżdżający pobliskie tereny w 1477 i 1478 roku i którzy spalili San Vendemiano niedaleko Vittorio Veneto w 1499 roku. W konsekwencji władze Republiki Wenecji postanowiły wzmocnić granicę i zbudować strzegące granicę ufortyfikowane miasto.  
Miasto Palmanova została wybudowana na polecenie władz Wenecji przez Scamozziego na planie gwiazdy jako Miasto idealne. Uroczyście założono je w dniu 7 października 1593 roku. Data założenia miasta upamiętniała zwycięstwo wojsk chrześcijańskich nad Turkami w bitwie pod Lepanto w 1571 roku podczas wojny cypryjskiej. Dniem 7 października uhonorowano także św. Justynę, wybraną na patronkę miasta. Przy budowie twierdzy wykorzystano wszystkie najnowsze innowacje wojskowe XVI wieku, przez co małe miasteczko stało się fortecą w kształcie dziewięcioramiennej gwiazdy. Miasto otaczały bastiony, mury, fosa i trzy bramy. Budowa pierwszego obwodu o długości 7 kilometrów zajęła 30 lat. Marcantonio Barbaro kierował grupą weneckich szlachciców odpowiedzialnych za budowę miasta, Marcantonio Martinego był odpowiedzialny za budowę, a Giulio Savorgnan działał jako doradca. Drugi etap budowy miał miejsce w latach 1658–1690. Po opanowaniu Republiki Wenecji przez Francuzów i Napoleona została wybudowana zewnętrzna linia fortyfikacji, która została ukończona w latach 1806–1813. Ostateczna forteca składała się z: 9 bastionów, 9 rawelinów, 9 lunet i 18 kawalierów. W 1815 r. miasto znalazło się pod panowaniem austriackim i pozostawała pod władzą Austrii do 1866 r., kiedy to zostało przyłączone do Włoch wraz z Veneto i zachodnimi Friuli. Do 1918 r. było to jedno z najbardziej wysuniętych na wschód  włoskich miast wzdłuż granicy z Austrią. 
Podczas I wojny światowej Palmanova była ważną bazą wypadową dla Włochów na tyłach Frontu Isonzo. W związku z tym utworzono tu szpitale i poligony wojskowe. Palmanova została zdobyta przez Austriaków 30 października 1917 roku podczas dwunastej bitwy pod Isonzo (bitwa pod Karfreit) i uległa zniszczeniom w wyniku ostrzału artyleryjskiego. Dziś te wydarzenia upamiętnia m.in. muzeum wojskowe w mieście. Po wojnie miasto wróciło do Włoch. Miasto zostało wpisane na listę światowego dziedzictwa Unesco.

## Opis
Od sześciokątnego placu w centrum (mającego powierzchnię 30 000 m²) wychodzą symetrycznie (gwieździście) ulice, mające taką samą szerokość 14 metrów (bez względu na ich umiejscowienie oraz przeznaczenie). Miasto otaczają obwałowania tworzące wielokątną gwiazdę. Całość przypomina płatek śniegu.
Bramy miejskie Palmanova:
- Porta Udine  – z 1605 r. mieszcząca pomieszczania dla strażników
- Porta Cividale – na wschodzie miasta; z ozdobą w postaci lwa św. Marka
- Porta Aquileia – najstarsza z bram, z 1598 na południu miasta; ozdobiona fryzem z herbami szlacheckimi nadinspektorów i skarbników danej twierdzy.[3]

W pobliżu miejscowości znajduje się stacja kolejowa Palmanova.

## Inne miasta idealne
Tylko w kilku idealnych miastach oryginalna struktura geometryczna jest tak wyraźnie widoczna jak w Palmanova. Porównywalne przypadki można znaleźć przede wszystkim w miastach-twierdzach założonych przez francuskiego projektanta fortyfikacji Vaubana (np. w Neuf-Brisach w Alzacji i na starym mieście Saarlouis), w niemieckim Karlsruhe i w Rumunii w siedmiogrodzkim mieście-twierdzy Alba Iulia. Na terenie Królestwa Polskiego idealny geometryczny kształt fortyfikacji miało prywatne miasto Brody (obecnie zachodnia Ukraina).

## Galeria

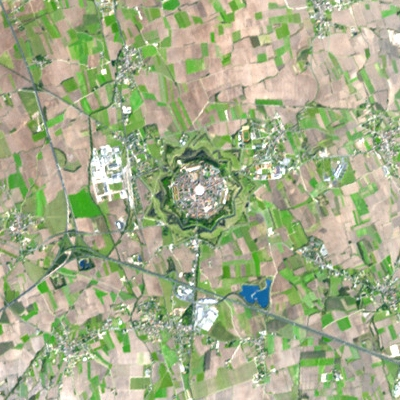
Widok satelitarny
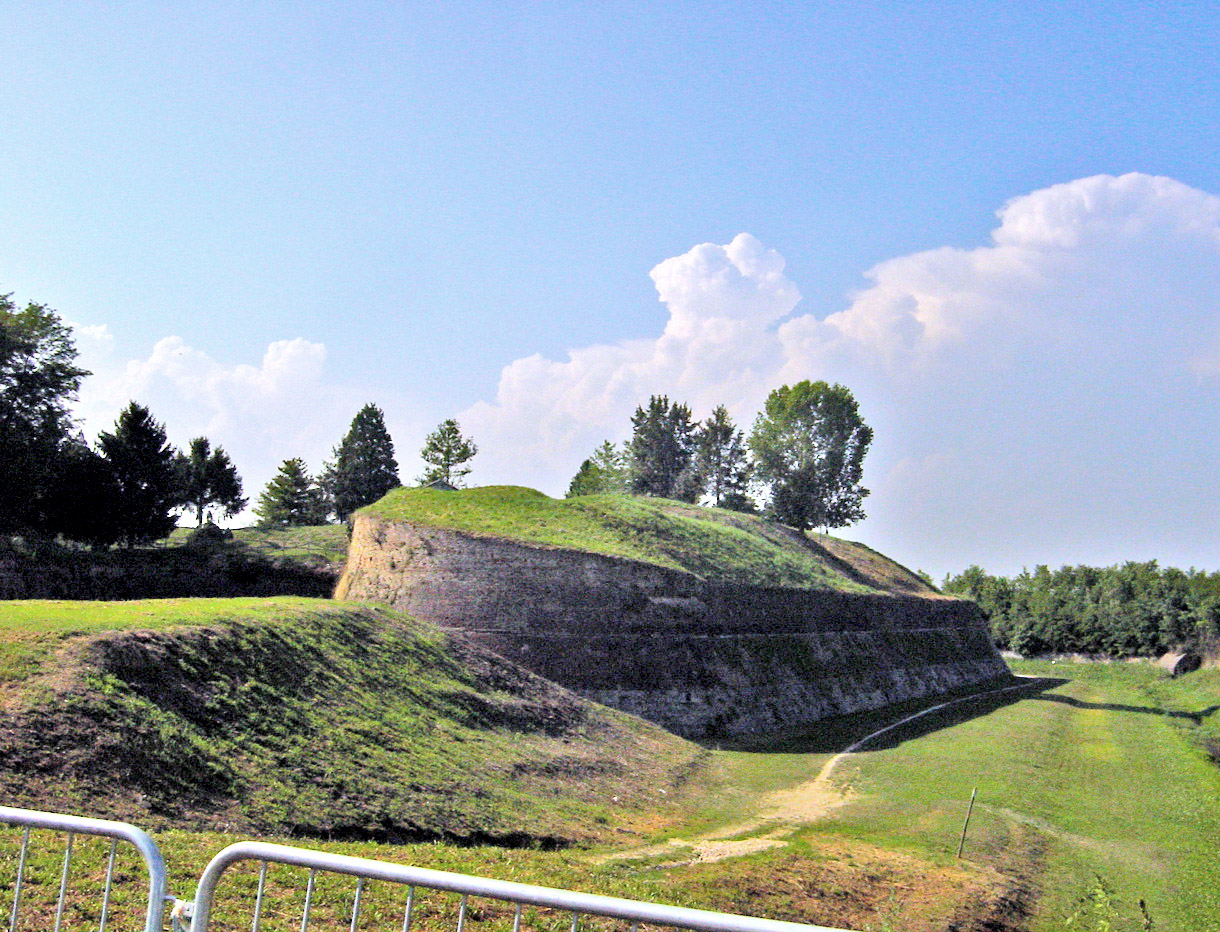
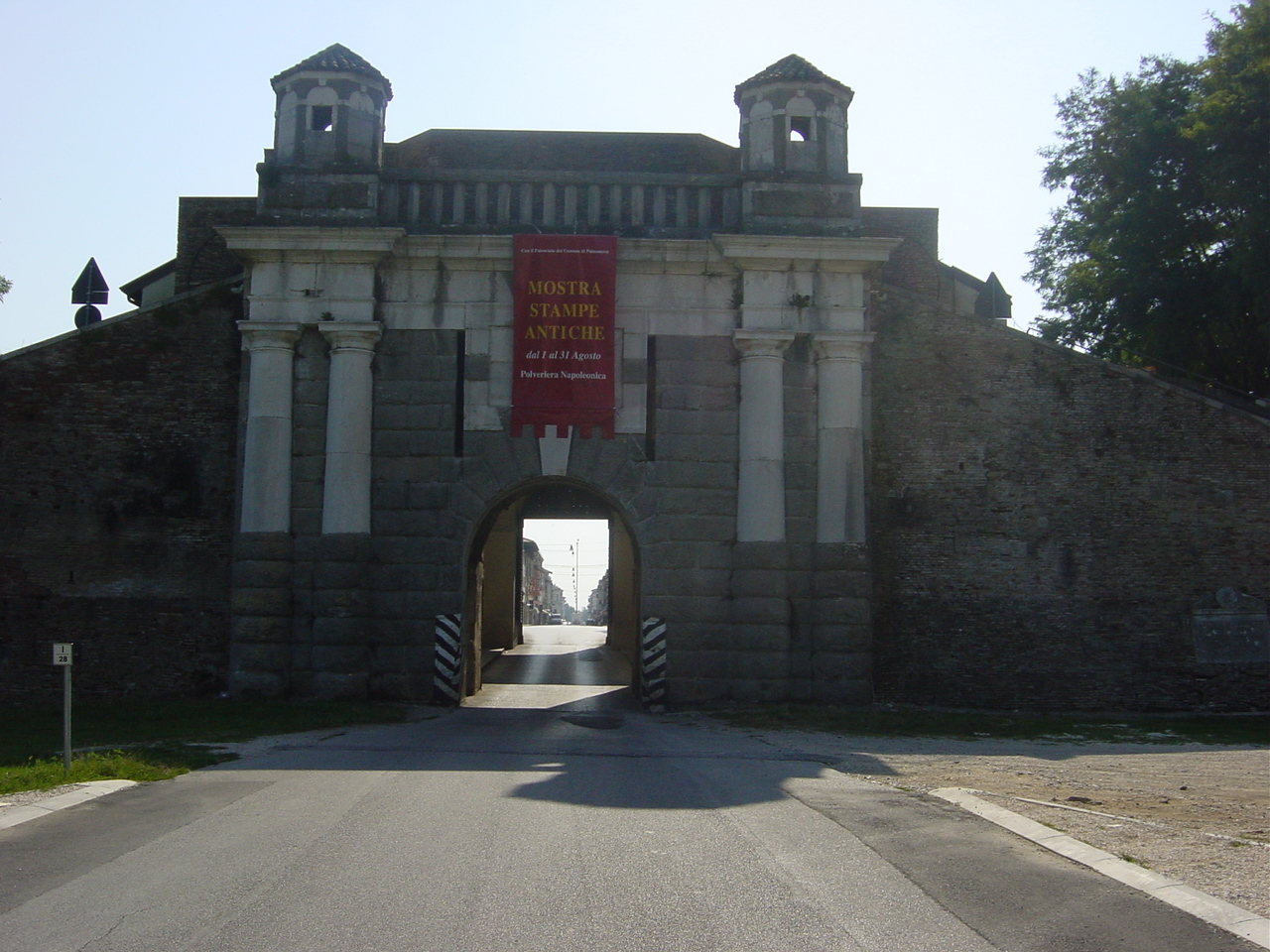
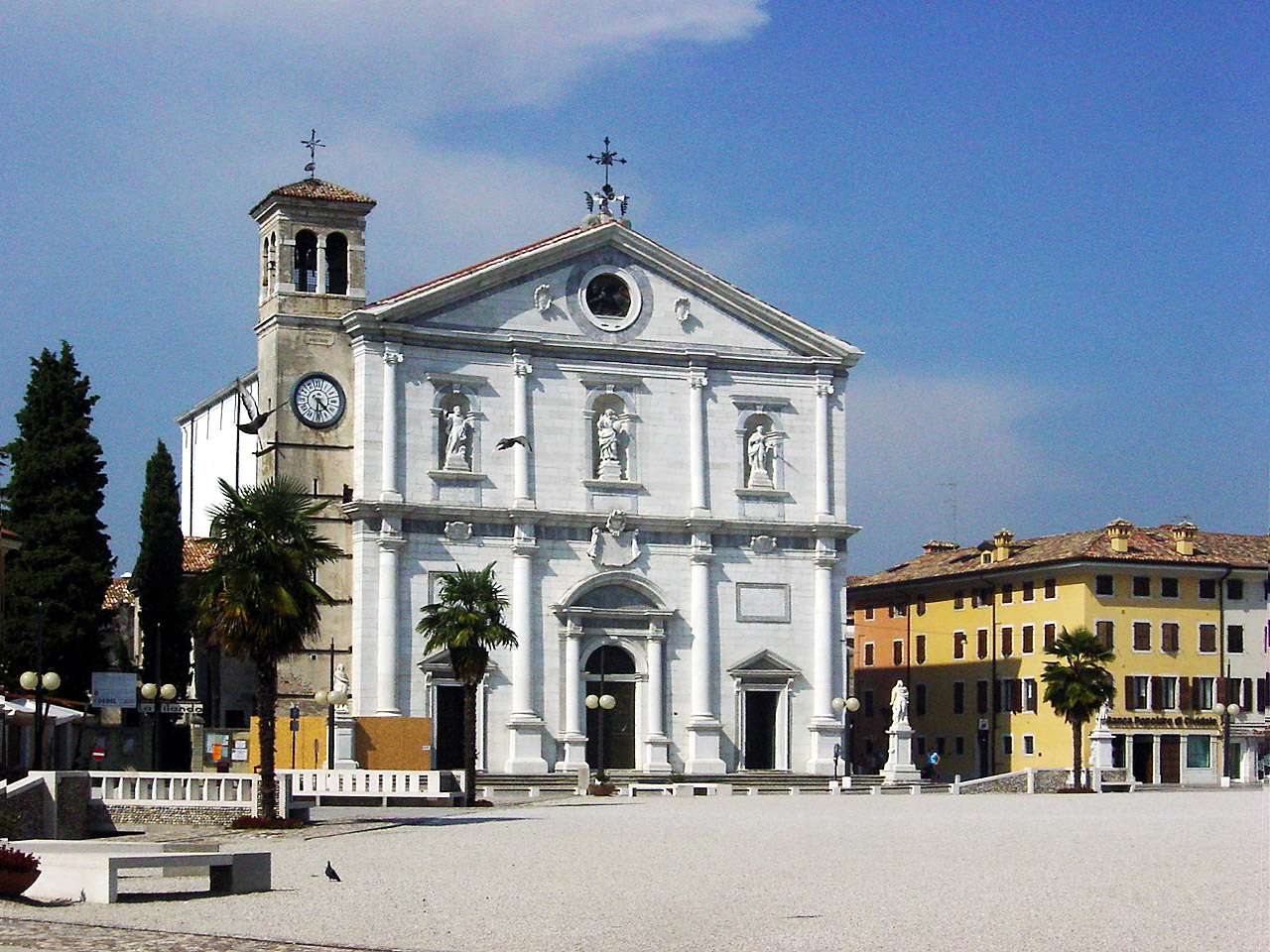
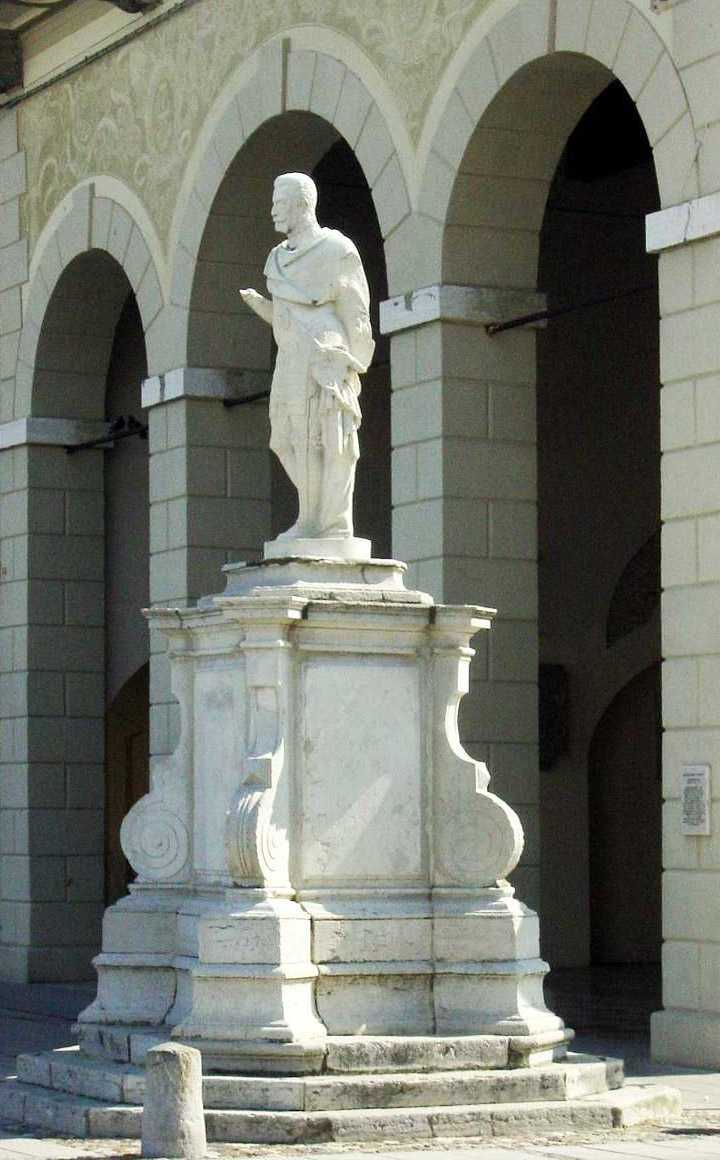